# دیور آنگوس
دیور آنگوس (انگلیسی: Dior Angus؛ زادهٔ ۱۸ ژانویهٔ ۱۹۹۴) بازیکن فوتبال اهل بریتانیا است.
از باشگاه‌هایی که در آن بازی کرده‌است می‌توان به باشگاه فوتبال تاموورث و باشگاه فوتبال ووستر سیتی اشاره کرد.